# خاریج (فیلم)
خاریج (به بنگالی: Kharij) فیلمی محصول سال ۱۹۸۲ و به کارگردانی مرینال سن است. در این فیلم بازیگرانی همچون انجان دات، ماماتا شانکار، سریلا ماجمودار ایفای نقش کرده‌اند.